# Academia Checa de Cine y Televisión
La Academia Checa de Cine y Televisión cuya denominación en idioma checo es Česká filmová a televizní akademie es una entidad fundada el 15 de junio de 1995 por Peter Vachler en representación de la compañía Vachler Art Company,  cuyos fines son la de elevar el prestigio de los filmes y programas televisivos checos tanto dentro del país como en el extranjero, sostener la cooperación entre artistas y productores para apoyar a los artistas jóvenes, respaldar proyectos valiosos del cine y la televisión, crear una red de efectiva comunicación entre los centros locales de producción, informar a los medios extranjeros de difusión respecto de la industria de la cinematografía y la televisión de la República Checa, informar a los inversores y auspiciantes sobre las posibilidades de apoyo financiero a los proyectos checos y documentar otras actividades vinculadas a la industria fílmica en la República Checa. La entidad que comenzó como una fundación se transformó luego en una organización de bien público.
La Academia Checa en cooperación con la Vachler Art Company otorga los premios León checo. 

## Integrantes
Los socios de la Academia son personas físicas de cualquier nacionalidad que reúnan alguna de las siguientes condiciones: 
- Ser miembros del primer Presidium.
- Haber sido nominado para un premio Oscar o un Premio Europeo de Cine
- Haber ganado un León Checo, salvo en las categorías de película más vista y de mejor película extranjera.
- En los dos casos anteriores, el derecho a incorporarse corresponde al director y al productor del filme.
- Ser una personalidad destacada de la cinematografía nominada por miembros del Presidium y aprobada por una mayoría de 3/5 de sus integrantes.

También se prevé la categoría de socio honorario.

## Organización
La Academia está dirigida por un Presidium integrado por el fundador como miembro fijo y otros catorce miembros que son designados por el fundador por períodos de tres años. Tiene un Presidente elegido entre sus miembros. 
Hay un Comité que es el órgano estatutario por ser una entidad de bien público, compuesto por seis miembros elegidos por el fundador que deben ser miembros de la Academia, no pueden ser empleados de ella y duran tres años en sus cargos. Pueden ser elegidos en forma continuada solamente hasta dos períodos pero pueden serlo nuevamente con un intervalo de por lo menos un año. Eligen de su seno un Presidente que tiene voto doble en caso de empate. 
El Director es una persona física que no puede ser miembro del Comité ni del Comité de Supervisión. Ejerce la representación de la Academia  y puede asistir con voz pero sin voto a las reuniones del Comité. Hay también un Comité de Supervisión que supervisa las actividades de la Academia y expide un informe anual sobre ellas.

## Financiamiento
Los recursos necesarios para el funcionamiento provienen de:
- Donaciones del fundador o de empresas.
- Ingresos provenientes de las actividades de la Academia
- Subsidios del Estado.
- Cuotas de los miembros.

Estos fondos sólo pueden usarse para servicios de beneficio público y gastos de la actividad tales como compra de inmuebles, sueldos, cargas sociales, gastos de viaje

## Selección de películas
Desde 1995 por indicación del ministro de Cultura checo la Academia elige la película checa que competirá por los premios Oscar y entrega anualmente los premios León checo de cine. Además es la única designada en Chequia para seleccionar los filmes para diferentes festivales y muestras en los que los organizadores solicitan tal selección.